# Carl Friedrich von Weizsäcker
Carl Friedrich von Weizsäcker (28. června 1912 Kiel – 28. dubna 2007 Söcking u Mnichova) byl německý fyzik, filosof a veřejný činitel.
Narodil se v rodině diplomata a se svými rodiči pobýval na různých místech: ve Stuttgartu, v Baselu a od roku 1925 v Kodani, kde se seznámil s W. Heisenbergem, který ho získal pro studium fyziky. V letech 1929 až 1933 studoval fyziku, astronomii a matematiku v Berlíně, v Lipsku a v Göttingenu; mezi jeho učiteli byl i Heisenberg a Niels Bohr. Roku 1937 se oženil se švýcarskou historičkou G. Willeovou a měl s ní čtyři děti.
V roce 1989 získal Templetonovu cenu.

## Atomová fyzika
Po habilitaci v roce 1936 pracoval Weizsäcker ve fyzikálním ústavu v Berlíně a zabýval se hlavně vazební energií atomového jádra a nukleárními procesy, jež probíhají v nitru hvězd. Už před začátkem 2. světové války věděl o možnosti atomové či „uranové“ bomby a spolu s Heisenbergem a s objevitelem štěpení jádra Otto Hahnem o tom diskutovali. Weizsäcker vytvořil teorii plutoniové bomby, dal to na vědomí Ministerstvu války a v roce 1942 podal patentovou přihlášku.
Roku 1941 navštívil spolu s Heisenbergem N. Bohra v tehdy obsazené Kodani. Heisenberg později řekl, že smyslem bylo uzavřít dohodu o tom, že se bomba vyvíjet nebude, Bohr však rozhovor pochopil jako nabídku ke spolupráci na německém projektu a za dobrodružných okolností uprchl do Británie a do USA. Jeho svědectví přispělo k tomu, že vědci v USA naopak vývoj bomby navrhli a uskutečnili. Německé velení však usoudilo, že se musí soustředit jen na projekty, které slibovaly rychlé nasazení (rakety, trysková letadla) a projekt bomby nepodpořilo. Další výzkum pak probíhal v malém měřítku a bez naděje na realizaci, nicméně pokračoval až do roku 1945.

## Poválečná činnost
Od roku 1946 vedl Weizsäcker Planckův ústav pro fyziku v Göttingenu, věnoval se však především – jako jiní účastníci vývoje atomové bomby – otázkám odpovědnosti vědců a vědecké etiky. Veřejně vystupoval proti vyzbrojení Německa atomovými zbraněmi a zabýval se otázkami světového míru. Roku 1957 se stal profesorem filosofie v Hamburku a zabýval se otázkami přírody jako celku a filosofickým významem kvantové fyziky. Od roku 1970 vedl společně s filosofem J. Habermasem Ústav pro výzkum životních podmínek vědecko-technického světa ve Starnbergu u Mnichova, kde se věnoval otázkám světového míru, výživy a životního prostředí. Roku 1980 byl emeritován, dále však přednášel a psal, zejména o nebezpečí války a zpustošení světa, proti nimž zastával stanovisko radikálního křesťanského pacifismu.

## Veřejný život
Weizsäcker byl vyznamenán mnoha cenami a vyznamenáními, od Medaile Maxe Plancka (1957) až po Templetonovu cenu (1989) a medaili Theodora Heusse. Roku 1979 odmítl nabídku kancléře Willy Brandta, aby kandidoval na úřad spolkového presidenta, jímž se o pět let později stal jeho bratr, Richard von Weizsäcker.